# Leapy Lee
Leapy Lee, sångare, född 2 juli 1939 i Eastbourne, England. Han är känd för sin hit "Little Arrows" från 1968 vilken gjorde succé på båda sidor av Atlanten och han gav ut ett album med samma namn på Decca. Låten fick senare svensk text av Stikkan Anderson och blev en hit med Ewa Roos som "Amors pilar". Även en dansk version, "Lille Amor" med Bjørn Tidmand gavs ut 1968.
Leapy Lee blev ett one-hit wonder med denna låt i de flesta länder men i Storbritannien fick han en mindre hit till med låten "Good Morning" som nådde plats 29 på singellistan 1969. Han turnerade i Sverige samma år med en förlaga av det svenska bandet Salt & Peppar.

## Listplaceringar, Little Arrows
| Lista (1968)   | Position               |
| -------------- | ---------------------- |
| Australien     | 1 (Go Set)             |
| Danmark        | 2 (DR "Top 20")        |
| Finland        | 16                     |
| Kanada         | 8 (RPM)                |
| Norge          | 4                      |
| Nya Zeeland    | 1 (NZ Listner)         |
| Schweiz        | 2                      |
| Storbritannien | 2                      |
| Sverige        | 10 (Kvällstoppen)      |
| Sverige        | 1 (Tio i topp)         |
| USA            | 16 (Billboard Hot 100) |
| Västtyskland   | 5                      |
| Österrike      | 1                      |

## Diskografi, album
- Little Arrows (1969)